# Liste des conseillers généraux d'Ille-et-Vilaine (1945-1949)
 (juin 2021).

## Groupes politiques à l’Assemblée départementale
| ‹ 1935 | Conseillers généraux d'Ille-et-Vilaine | 1949 › |

| Parti                                          | Sigle    | Élus |
| ---------------------------------------------- | -------- | ---- |
| Gauche (12 sièges)                             |          |      |
| Radical-socialiste                             | Rad-Soc  | 9    |
| Section française de l'Internationale ouvrière | SFIO     | 3    |
| Centre (15 sièges)                             |          |      |
| Mouvement républicain populaire                | MRP      | 13   |
| Radical indépendant                            | Rad.ind  | 2    |
| Droite (21 sièges)                             |          |      |
| Fédération républicaine                        | URD      | 13   |
| Conservateur                                   | Conserv. | 5    |
| Républicain de Gauche                          | Rép.G    | 3    |
| Président du Conseil Général                   |          |      |
| Marcel Ménager (MRP)                           |          |      |

## Liste des conseillers généraux par canton
| Conseil général d'Ille-et-Vilaine au 29 octobre 1945. |                                  |  |                                                           |
| Canton                                                | Conseiller                       |  | Parti                                                     |
| Antrain                                               | Jean-Marie Trocherie             |  | SFIO Section française de l'Internationale ouvrière       |
| Argentré-du-Plessis                                   | Paul Lemée                       |  | Rép.ind. Républicains indépendants                        |
| Bain-de-Bretagne                                      | Constant Hubert                  |  | URD Union républicaine et démocratique                    |
| Bécherel                                              | Pierre Busnel                    |  | MRP Mouvement républicain populaire                       |
| Cancale                                               | Adolphe Robin                    |  | MRP Mouvement républicain populaire                       |
| Châteaubourg                                          | Félix Bobille                    |  | URD Union républicaine et démocratique                    |
| Châteaugiron                                          | François Delalande               |  | Rép.ind. Républicains indépendants                        |
| Chateauneuf-d'Ille-et-Vilaine                         | François Rouvrais                |  | MRP Mouvement républicain populaire                       |
| Combourg                                              | Abel Bourgeois                   |  | Rad.soc. Parti républicain, radical et radical-socialiste |
| Dinard                                                | Louis Léouffre                   |  | MRP Mouvement républicain populaire                       |
| Dol-de-Bretagne                                       | Yves Estève                      |  | Rép.ind. Républicains indépendants                        |
| Fougères-Nord                                         | Marcel Ménager                   |  | MRP Mouvement républicain populaire                       |
| Fougères-Sud                                          | Joseph Morel                     |  | URD Union républicaine et démocratique                    |
| Le Grand-Fougeray                                     | Charles Chupin                   |  | URD Union républicaine et démocratique                    |
| Guichen                                               | Georges Le Cornec                |  | Rad.soc. Parti républicain, radical et radical-socialiste |
| La Guerche-de-Bretagne                                | Émile Bodard                     |  | Rad.soc. Parti républicain, radical et radical-socialiste |
| Hédé                                                  | Armand Chabot                    |  | Rad.soc. Parti républicain, radical et radical-socialiste |
| Janzé                                                 | Jean-Marie Lacire                |  | Rép.ind. Républicains indépendants                        |
| Liffré                                                | Jean-Marie Pavy                  |  | Rép.ind. Républicains indépendants                        |
| Louvigné-du-Désert                                    | Francis Briens                   |  | MRP Mouvement républicain populaire                       |
| Maure-de-Bretagne                                     | Joseph Lagrée                    |  | URD Union républicaine et démocratique                    |
| Montauban                                             | Pierre Legault                   |  | Rép.ind. Républicains indépendants                        |
| Montfort                                              | Émile Tardif                     |  | Rép.ind. Républicains indépendants                        |
| Mordelles                                             | Robert de Toulouse-Lautrec       |  | URD Union républicaine et démocratique                    |
| Pipriac                                               | Henry de La Cropte de Chantérac  |  | URD Union républicaine et démocratique                    |
| Pleine-Fougères                                       | Jules Besnard                    |  | Rad.soc. Parti républicain, radical et radical-socialiste |
| Plélan-le-Grand                                       | Yves Kerhervé                    |  | MRP Mouvement républicain populaire                       |
| Redon                                                 | Michel du Halgouët de Poulpiquet |  | URD Union républicaine et démocratique                    |
| Rennes-Nord-Est                                       | Paul Robert                      |  | URD Union républicaine et démocratique                    |
| Rennes-Nord-Ouest                                     | Louis Le Gall-La Salle           |  | MRP Mouvement républicain populaire                       |
| Rennes-Sud-Est                                        | Eugène Quessot                   |  | SFIO Section française de l'Internationale ouvrière       |
| Rennes-Sud-Ouest                                      | Georges Graff                    |  | MRP Mouvement républicain populaire                       |
| Retiers                                               | Joseph Egu                       |  | URD Union républicaine et démocratique                    |
| Saint-Aubin-d'Aubigné                                 | Amand Brionne                    |  | Rad.soc. Parti républicain, radical et radical-socialiste |
| Saint-Aubin-du-Cormier                                | Pierre Morel                     |  | Rad.soc. Parti républicain, radical et radical-socialiste |
| Saint-Brice-en-Coglès                                 | Joseph Tronchot                  |  | MRP Mouvement républicain populaire                       |
| Saint-Malo                                            | Jean Noury                       |  | MRP Mouvement républicain populaire                       |
| Saint-Méen-le-Grand                                   | Louis Carré                      |  | URD Union républicaine et démocratique                    |
| Saint-Servan                                          | Eugène Chartier                  |  | MRP Mouvement républicain populaire                       |
| Le Sel                                                | Jean-Marie Douëssin              |  | Rad.soc. Parti républicain, radical et radical-socialiste |
| Tinténiac                                             | Alphonse Pellé                   |  | Rad.soc. Parti républicain, radical et radical-socialiste |
| Vitré-Est                                             | Alexis Méhaignerie               |  | MRP Mouvement républicain populaire                       |
| Vitré-Ouest                                           | Marcel Rupied                    |  | URD Union républicaine et démocratique                    |

D'après un article du journal Ouest-France paru le lendemain de l'élection de Marcel Ménager à la présidence du conseil général, le 29 octobre 1945, on dénombrait 2 conseillers généraux SFIO, 9 radicaux-socialistes et socialistes indépendants, 13 MRP, 7 républicains indépendants et 12 URD.
Outre le président, sont élus deux vice-présidents et trois secrétaires :
- 1er vice-président : Alphonse Pellé (Tinténiac) ;
- 2e vice-président : Jean Noury (Saint-Malo) ;
- Secrétaires : Abel Bourgeois (Combourg), Louis Léouffre (Dinard) et Jean-Marie Trocherie (Antrain).